# Edviges Jagelão, Eleitora de Brandemburgo
Edviges Jagelão (em polonês: Jadwiga Jagiellonka, em lituano: Jadvyga Jogailaitė; Poznań, 15 de março de 1513 – Neuruppin, 7 de fevereiro de 1573) foi princesa da Polônia e princesa-eleitora de Brandemburgo por casamento com Joaquim II Heitor. Ela era filha de Sigismundo I da Polônia e de Barbara Zápolya.

## Primeiros anos e propostas de casamento
Edviges nasceu a 15 de março de 1513 em Poznań. Era a filha mais velha do rei Sigismundo I da Polônia da Polónia e da sua esposa, a princesa Barbara Zápolya, irmã do falecido rei João I da Húngria. A sua única irmã, Ana, morreu aos cinco anos de idade. Após a morte da sua mãe, o seu pai casou-se com Bona Sforza, de quem teve seis filhos. Apesar de ter crescido com os seus meios-irmãos, tinha preceptores só para si e recebeu a alcunha de ″reginula″ na corte.

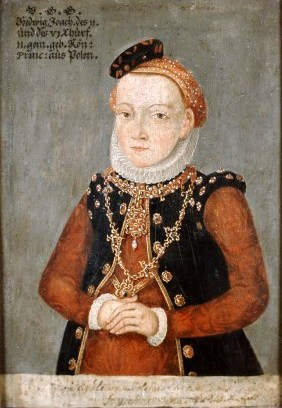
Edviges quando criança.

Olaus Magnus, que conheceu Edviges em 1528, descreveu-a como "uma donzela muito bonita e sensata [...] superior a todas as riquezas que acabei de nomear e merecedora de um reino glorioso".
O rei Gustavo I da Suécia estava determinado a fazer dela a sua primeira rainha e pediu-a em casamento. Em 1526, Johannes Magnus foi enviado pelo rei da Suécia à Polónia para iniciar as negociações para o casamento. Apesar da decisão do seu pretendente de moderar as reformas religiosas no seu reino, o pai de Edviges recusou a sua proposta quando soube da relação de Gustavo com a igreja católica, acabando assim com a possibilidade de a tornar rainha da Suécia. Curiosamente, essa posição seria ocupada mais tarde por uma das suas meias-irmãs, a princesa Catarina.

## Casamento
O pretendente seguinte vinha de Brandemburgo. Foi enviado um católico devoto, Georg von Blumenthal, bispo de Lebus, para dar início às negociações do casamento. A 29 de agosto ou 1 de setembro de 1535, Edviges casou-se com Joaquim II Heitor, príncipe-eleitor de Brandemburgo. A cerimónia realizou-se em Cracóvia. Uma vez que a família de Edviges era católica, Joaquim II prometeu a Sigismundo que nunca obrigaria a sua esposa a mudar de religião e ofereceu-lhe o condado de Ruppin e as cidades de Alt Ruppin e Neuruppin como dote. O contrato de casamento, assinado a 21 de Março de 1535, estipulava que Hedvig tinha permissão para levar padres polacos consigo e tinha toda a liberdade de exercer abertamente a sua religião.
O casamento não agradou à sogra de Edviges, a princesa Isabel da Dinamarca, uma protestante devota, uma vez que eram realizadas cerimónias católicas na sua capela privada. A princesa-eleitora viúva também não se mostrou satisfeita com o facto de Edviges não falar alemão.
Quando se encontrava numa das suas residências de caça, Edviges partiu a coxa e feriu as costas quando o chão da mesma cedeu, acabando por passar os seus restantes vinte-e-dois anos de vida incapacitada. O acidente também provocou a ruptura do seu casamento, que já se encontrava bastante fragilizado devido às diferenças do casal no que dizia respeito à religião e à língua. Edviges foi substituída pela amante do marido, Anna Sydow, que Joaquim passou a tratar como se fosse sua esposa e era reconhecida em público.
Hedvig morreu em Neuruppin a 7 de Fevereiro de 1573, dois anos depois do marido.
É uma das personagens retratadas no quadro "Homenagem Prussiana" de Jan Matejko.

## Descendência
Edviges e Joaquim tiveram seis filhos:
1. Isabel Madalena de Brandemburgo (6 de setembro de 1537 – 22 de agosto de 1595), casada com o duque Francisco Otto de Brunswick-Lüneburg; sem descendência.
2. Sigismundo de Brandemburgo (2 de dezembro de 1538 – 14 de setembro de 1566), arcebispo de Magdeburgo e bispo de Halberstadt.
3. Edviges de Brandemburgo (2 de março de 1540 – 21 de outubro de 1602), casada com Júlio, Duque de Brunsvique-Volfembutel; com descendência.
4. Sofia de Brandemburgo (14 de dezembro de 1541 – 27 de junho de 1564), casada com Guilherme de Rosenberg, Senhor Rozmberk; sem descendência.
5. Joaquim de Brandemburgo (1543 – 23 de março de 1544), morreu com poucos meses de idade.
6. Filha nadomorta (nascida e morta em 1545)

## Genealogia
| Edviges da Polónia | Pai: Sigismundo I da Polônia | Avô paterno: Casimiro IV Jagelão da Polônia | Bisavô paterno: Ladislau II Jagelão da Polônia |
| Edviges da Polónia | Pai: Sigismundo I da Polônia | Avô paterno: Casimiro IV Jagelão da Polônia | Bisavó paterna: Sofia de Halshany              |
| Edviges da Polónia | Pai: Sigismundo I da Polônia | Avó paterna: Isabel da Áustria              | Bisavô paterno: Alberto II da Germânia         |
| Edviges da Polónia | Pai: Sigismundo I da Polônia | Avó paterna: Isabel da Áustria              | Bisavó paterna: Isabel do Luxemburgo           |
| Edviges da Polónia | Mãe: Barbara Zápolya         | Avô materno: Estêvão Zápolya                | Bisavô materno: László Zápolya                 |
| Edviges da Polónia | Mãe: Barbara Zápolya         | Avô materno: Estêvão Zápolya                | Bisavó materna: Dorothea                       |
| Edviges da Polónia | Mãe: Barbara Zápolya         | Avó materna: Hedvig de Cieszyn              | Bisavô materno: Przemyslaus II de Cieszyn      |
| Edviges da Polónia | Mãe: Barbara Zápolya         | Avó materna: Hedvig de Cieszyn              | Bisavó materna: Ana de Varsóvia                |